# 大西信介
大西信介（日语：／ Ōnishi Shisuke，1958年2月15日—），日本男編劇。出身於北海道。

## 來歷
大西信介在擔任自由助理導演和影片編輯之後，擔任職業學校講師，並於1997年憑藉特攝影集《超人力霸王迪加》首次擔任編劇。他是應熟人川崎鄉太的邀請參加該節目的。《超人力霸王80》播出時，他甚至把劇情帶到了圓谷Productions。
1999年以《超人力霸王M78劇場 Love & Peace》構成團隊之一進入動畫界，2001年擔任特攝影集《超人力霸王高斯》事實上的主要編劇。他與根元歲三共同創作了OVA《人造人基凱達01 THE ANIMATION》的劇本，同年，為電視動畫作品《人造人009 THE CYBORG SOLDIER》第一次擔任劇本統籌。在動畫作品生涯初期，他經常參與石之森章太郎作品的翻拍，但在岡村天齋導演的作品和岡田里的構成作品中使用後，他參與的作品範圍擴大了，為各種電視動畫編寫劇本的工作增加。

## 參加作品
粗體字表示劇本統籌作品。

### 動畫
1999年
- 超人力霸王M78劇場 Love & Peace（日语：ウルトラマンM78劇場 Love & Peace）（構成）

2001年
- 人造人基凱達01 THE ANIMATION（日语：人造人間キカイダー THE ANIMATION）（編劇）
- 人造人009 THE CYBORG SOLDIER（編劇）

2003年
- Gilgamesh（日语：ギルガメッシュ (漫画)）（編劇）

2004年
- 新蓋特機器人（編劇）

2006年
- 無罪的維納斯（編劇）
- THE THIRD～蒼之瞳的少女～（日语：ザ・サード）（編劇）
- 009-1（編劇）

2007年
- DARKER THAN BLACK -黑之契約者-（—2008年，編劇）
- 英雄時代（編劇）

2008年
- 女神異聞錄 ～三位一體之魂～（編劇）

2009年
- DARKER THAN BLACK -流星之雙子-（編劇）

2010年
- 閃光的夜襲（主要編劇[1]、編劇）

2011年
- 碎之星（編劇）
- 青之驅魔師（編劇）
- C（編劇）

2012年
- 創聖機械天使EVOL（編劇）
- 魯邦三世 -名為峰不二子的女人-（編劇）
- 釣球（編劇）
- 激戰！彈珠人（編劇）
- 激戰！彈珠人eS（編劇）
- 絕園的暴風雨（編劇）

2013年
- 科學小飛俠Crowds（編劇）
- 記錄的地平線（編劇）

2014年
- M3 ～黑色鋼鐵～（編劇）
- 晨曦公主（編劇）

2015年
- ALDNOAH.ZERO（編劇）

2016年
- 機動戰士鋼彈 鐵血的孤兒（編劇）
- 迷家（編劇）
- Active Raid -機動強襲室第八係- 2nd（編劇）
- 發條精靈戰記 天鏡的極北之星（編劇）

2017年
- 破裏拳旋風俠（日语：破裏拳ポリマー#実写映画版）（編劇）

2018年
- BASILISK ～櫻花忍法帖～（編劇）
- 博多豚骨拉麵團（編劇）

2019年
- 笑容的代價（編劇）

2021年
- 記錄的地平線 圓桌崩壞（編劇）
- 白金終局（編劇）

2023年
- 英雄傳說 閃之軌跡 北方戰役（編劇）
- 七魔劍支配天下（編劇）

### 特攝影集
1996年
- 超人力霸王迪加

1997年
- 超人力霸王帝拿

1998年
- 超人力霸王蓋亞

1999年
- 布斯卡！布斯卡!!

2001年
- 超人力霸王高斯 第一次接觸（編劇協力）
- 超人力霸王高斯

2006年
- 魔彈戰記龍劍道

2008年
- 119特警隊

2010年
- 大魔神華音

## 相關項目
- 日本動畫師列表（日语：アニメ関係者一覧）